# Naobranchia occidentalis
Naobranchia occidentalis är en kräftdjursart som beskrevs av C. B. Wilson 1915. Naobranchia occidentalis ingår i släktet Naobranchia och familjen Naobranchiidae. Inga underarter finns listade i Catalogue of Life.